# (36853) 2000 SU124
2000 SU124 (asteroide 36853) é um asteroide da cintura principal. Possui uma excentricidade de 0.10903890 e uma inclinação de 5.49353º.
Este asteroide foi descoberto no dia 24 de setembro de 2000 por LINEAR em Socorro.